# Laszly István Gábor
Laszly István Gábor (Losonc (Nógrád megye), 1835. január 13. – Losonc, 1899. március 8.) ügyvéd és lapszerkesztő.

## ÉLete
Laszly Pál és Fatovich Amália fia. Középiskoláit Pesten végezte, ugyanott hallgatta a jogot is. Mint gyakorló ügyvéd szülővárosában telepedett le. Ügyvédi praxisán kívül részt vett a város minden kulturális mozgalmában. Városi tanácsos volt, majd tiszteletbeli városi főügyész és a felső Nógrád megyei közművelődési egyesület egyik alelnöke.
1881. január 16-tól haláláig szerkesztette a Losoncz és Vidéke című hetilapot, ebbe számos vezércikket írt, leginkább szülővárosának kulturális ügyeiről.